# Ullmannia
Die Ullmanniaceae mit der einzigen Gattung Ullmannia sind eine ausgestorbene Familie aus der Ordnung der Voltziales. Die Ullmanniaceae waren im Perm in Nordamerika und Europa verbreitet.

## Merkmale
Die vegetativen Zweige der Ullmanniaceae tragen lanzettliche bis ovale Blätter, die bis zu acht Zentimeter lang sind. Der Bau ist ausgesprochen xeromorph. Die Spaltöffnungen sind teilweise tief eingesenkt, monocyclisch und befinden sich an beiden Seiten des Blattes (amphistomatisch). Sie sind in unterbrochenen Reihen angeordnet. An manchen Epidermiszellen befinden sich Papillen. 

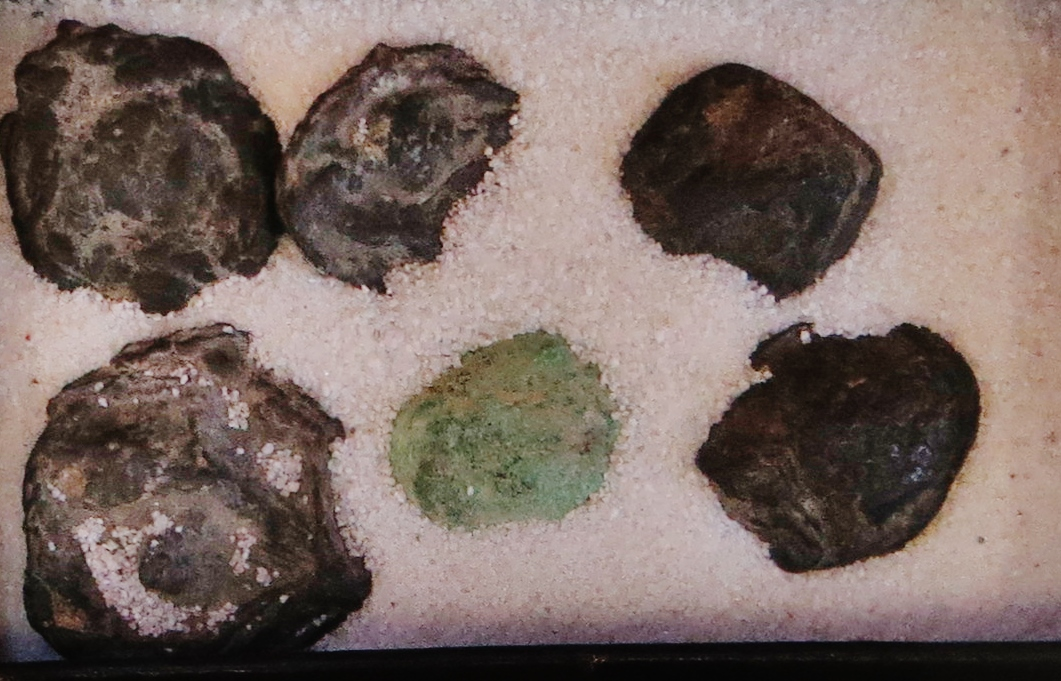
Fossil der Früchte von Ullmannia frumentaria

Bei Ullmannia sind die weiblichen Zapfen bis zu sechs Zentimeter lang, ihre Tragblätter haben einen spitzen Apex. Die Kurztriebe sind stark abgeflacht, die einzelnen Schuppen sind miteinander verschmolzen, ähnlich wie die Samenschuppen rezenter Kiefernartiger. Bei den Ullmanniaceae ist jedoch der abgeflachte Kurzspross noch frei von seinem Tragblatt. An der adaxialen (zur Achse zeigenden) Oberfläche der fertilen Schuppe von Ullmannia frumentaria sitzt eine einzelne Samenanlage. 
Die männlichen Zapfen sind einfach, die länglichen Pollensäcke stehen abaxial (an der Unterseite).

## Belege
- Thomas N. Taylor, Edith L. Taylor: The Biology and Evolution of Fossil Plants. Prentice Hall, Englewood Cliffs 1993, S. 681f. ISBN 0-13-651589-4